# Stefano Padovan
Stefano Padovan (Torino, 16 aprile 1994) è un calciatore italiano, attaccante della Castellanzese.

## Caratteristiche tecniche
Attaccante mancino, può svariare dal ruolo di prima o seconda punta a quello di esterno d'attacco destro.

## Carriera

### Club
Prodotto delle giovanili della Juventus, nel 2013 viene ceduto in prestito al Pescara per un anno, raccogliendo 5 gettoni di presenza, senza mai andare in goal. Nel gennaio 2014 torna alla Juventus, che ufficializza la sua cessione in prestito fino alla fine della stagione al Vicenza, squadra che allora militava in C1, collezionando 9 gettoni di presenza e anche qui senza andare in goal.
Nel 2014 viene ceduto in prestito per un anno al Crotone in Serie B, dove raccoglie 20 gettoni di presenza e andando a segno 3 volte. Nel 2015, viene ufficializzata la sua cessione in prestito annuale alla Virtus Lanciano in Serie B, collezionando 14 presenze e 1 goal. Nel 2016 viene ceduto in prestito con diritto di riscatto al Foggia e controriscatto a favore dei bianconeri. Il 29 agosto Padovan esordisce con la maglia del Foggia, segnando all'esordio la sua prima rete in rossonero contro la Fidelis Andria (2-1).
Nel gennaio 2017 passa in prestito al Pordenone. Nel luglio 2018 la Juventus lo cede in prestito alla Casertana. Il 24 luglio 2019 firma un biennale con l'Imolese, militante in Serie C. Gioca la prima parte della seguente stagione con la Pro Vercelli, mentre a gennaio viene girato nuovamente in prestito alla Sambenedettese. Successivamente gioca in Serie D, con le maglie di United Riccione, Union Clodiense, Vado, Asti e infine, dal 30 settembre 2024 con la Castellanzese.

### Nazionale
Nel 2010 viene convocato nell'Italia U16 collezionando 3 presenze e 1 goal. Nel 2011  viene convocato nell'Italia U17 collezionando 2 presenze e 1 goal. Nel 2012 viene convocato nell'Italia U18 collezionando 5 presenze e 3 goal. Nel 2012 viene convocato nell'Italia U19 collezionando 14 presenze e 3 goal. Nel 2013 viene convocato nell'Italia U20 collezionando 4 presenze e 3 goal.

## Statistiche

### Presenze e reti nei club
Statistiche aggiornate al 4 maggio 2025.
| Stagione         | Squadra            | Campionato       | Campionato | Campionato | Coppe nazionali | Coppe nazionali | Coppe nazionali | Coppe continentali | Coppe continentali | Coppe continentali | Altre coppe | Altre coppe | Altre coppe | Totale | Totale |
| Stagione         | Squadra            | Comp             | Pres       | Reti       | Comp            | Pres            | Reti            | Comp               | Pres               | Reti               | Comp        | Pres        | Reti        | Pres   | Reti   |
| ---------------- | ------------------ | ---------------- | ---------- | ---------- | --------------- | --------------- | --------------- | ------------------ | ------------------ | ------------------ | ----------- | ----------- | ----------- | ------ | ------ |
| 2013-gen. 2014   | Pescara            | B                | 5          | 0          | CI              | 0               | 0               | -                  | -                  | -                  | -           | -           | -           | 5      | 0      |
| gen.-giu. 2014   | Vicenza            | 1D               | 9+1        | 0          | CI+CI-LP        | -               | -               | -                  | -                  | -                  | -           | -           | -           | 10     | 0      |
| 2014-2015        | Crotone            | B                | 20         | 3          | CI              | 1               | 0               | -                  | -                  | -                  | -           | -           | -           | 21     | 3      |
| 2015-2016        | Lanciano           | B                | 19+2       | 1          | CI              | 1               | 0               | -                  | -                  | -                  | -           | -           | -           | 22     | 1      |
| 2016-gen. 2017   | Foggia             | LP               | 17         | 3          | CI+CI-LP        | 0+3             | 0+2             | -                  | -                  | -                  | -           | -           | -           | 21     | 5      |
| gen.-giu. 2017   | Pordenone          | LP               | 14+5       | 3          | CI+CI-LP        | -               | -               | -                  | -                  | -                  | -           | -           | -           | 19     | 3      |
| 2017-2018        | Casertana          | C                | 29+2       | 4          | CI+CI-C         | 0+2             | 0               | -                  | -                  | -                  | -           | -           | -           | 33     | 4      |
| 2018-2019        | Casertana          | C                | 28+1       | 3          | CI+CI-C         | 0+1             | 0               | -                  | -                  | -                  | -           | -           | -           | 32     | 3      |
| Totale Casertana | Totale Casertana   | Totale Casertana | 57+3       | 7          |                 | 3               | 0               |                    | -                  | -                  |             | -           | -           | 63     | 7      |
| 2019-2020        | Imolese            | C                | 22+2       | 2          | CI+CI-C         | 3+1             | 1+1             | -                  | -                  | -                  | -           | -           | -           | 28     | 4      |
| 2020-gen. 2021   | Pro Vercelli       | C                | 16         | 1          | CI              | 0               | 0               | -                  | -                  | -                  | -           | -           | -           | 16     | 1      |
| gen.-giu. 2021   | Sambenedettese     | C                | 5+1        | 0          | CI              | 0               | 0               | -                  | -                  | -                  | -           | -           | -           | 6      | 0      |
| 2021-2022        | Imolese            | C                | 35+2       | 4          | CI-C            | 1               | 0               | -                  | -                  | -                  | -           | -           | -           | 38     | 4      |
| Totale Imolese   | Totale Imolese     | Totale Imolese   | 57+4       | 6          |                 | 5               | 2               |                    | -                  | -                  |             | -           | -           | 66     | 8      |
| 2022-gen.2023    | United Riccione    | D                | 13         | 3          | CI-D            | 2               | 0               | -                  | -                  | -                  | -           | -           | -           | 15     | 3      |
| gen.-giu 2023    | Union Clodiense CS | D                | 13+1       | 3          | CI-D            | 1               | 0               | -                  | -                  | -                  | -           | -           | -           | 15     | 3      |
| 2023-gen.2024    | Vado               | D                | 3          | 0          | CI-D            | 1               | 0               | -                  | -                  | -                  | -           | -           | -           | 4      | 0      |
| gen.-giu 2024    | Asti               | D                | 14         | 1          | CI-D            | 0               | 0               | -                  | -                  | -                  | -           | -           | -           | 14     | 1      |
| 2024-2025        | Castellanzese      | D                | 19         | 0          | CI-D            | 0               | 0               | -                  | -                  | -                  | -           | -           | -           | 19     | 0      |
| Totale carriera  | Totale carriera    | Totale carriera  | 278+17     | 28         |                 | 17              | 4               |                    | -                  | -                  |             | -           | -           | 312    | 32     |

## Palmarès

### Club

#### Competizioni giovanili
- Torneo di Viareggio: 1

Juventus: 2012
- Coppa Italia Primavera: 1

Juventus: 2012-2013